# Wirtschaftsgilde
Der Verein Wirtschaftsgilde e. V. – Evangelischer Arbeitskreis für Wirtschaftsethik und Sozialgestaltung ist eine Vereinigung von  Menschen, die ihrer persönlichen Verantwortung und ihrer gesellschaftlichen Verpflichtung aus christlicher Orientierung gerecht werden wollen.

## Geschichte
Die Wirtschaftsgilde wurde 1948 als Vereinigung von evangelischen Unternehmern, leitenden Angestellten und Freiberuflern an der Evangelischen Akademie Bad Boll mit dem Ziel gegründet, den Dialog zwischen Vertretern von Kirche und Wirtschaft sowie den gesellschaftlichen Gruppen über den notwendigen Neuaufbau im zerstörten Nachkriegsdeutschland zu fördern. Die Anfänge der Sozialen Marktwirtschaft gehen auf solche Begegnungen zurück. Die Vereinigung ist ein gemeinnützig anerkannter, eingetragener Verein mit Sitz in Stuttgart.

## Ziele
Die Wirtschaftsgilde befasst sich mit Fragen der Wirtschafts- und Gesellschaftspolitik, den zugrunde liegenden Entwicklungen und der geistigen Situation der Zeit, um den Mitgliedern und der Gesellschaft Orientierung zu geben. Um diese Ziele zu erreichen, gibt es im Jahr vier  Ereignisse: Die Wintertagung in Sils Maria (Oberengadin), die Sommertagung in Oberstdorf, die Jahrestagung in Bad Boll und die Herbstexkursion in ständig wechselnde Regionen.

## Struktur
Die Wirtschaftsgilde wird von einem Vorstand geführt, dem 5 Mitglieder angehören. Vorsitzender ist Holger Tietz, sein Stellvertreter ist Björn Bartnik. Ergänzend gibt es einen Beirat, dem außer dem Vorstand die Sprecher der Regionalgruppen, ein ordnungspolitischer Berater und zwei theologische Berater angehören.
Derzeit gibt es folgende Regionalgruppen: Stuttgart I, Stuttgart II, Neckar-Rhein-Main, Rheinland-Westfalen, München, Ulm. Die Wirtschaftsgilde arbeitet eng mit der Evangelischen Akademie Bad Boll zusammen und ist korporatives Mitglied im Deutschen Netzwerk Wirtschaftsethik e. V. (DNWE) und bei Transparency International, Deutsches Chapter e. V.

## Veröffentlichungen
Auf der Website der Wirtschaftsgilde finden sich  Veröffentlichungen von Wissenschaftlern, die auf den Tagungen der Wirtschaftsgilde auftraten. Diese Schriften-Sammlung wird laufend ergänzt.